# Baudouin de Lannoy

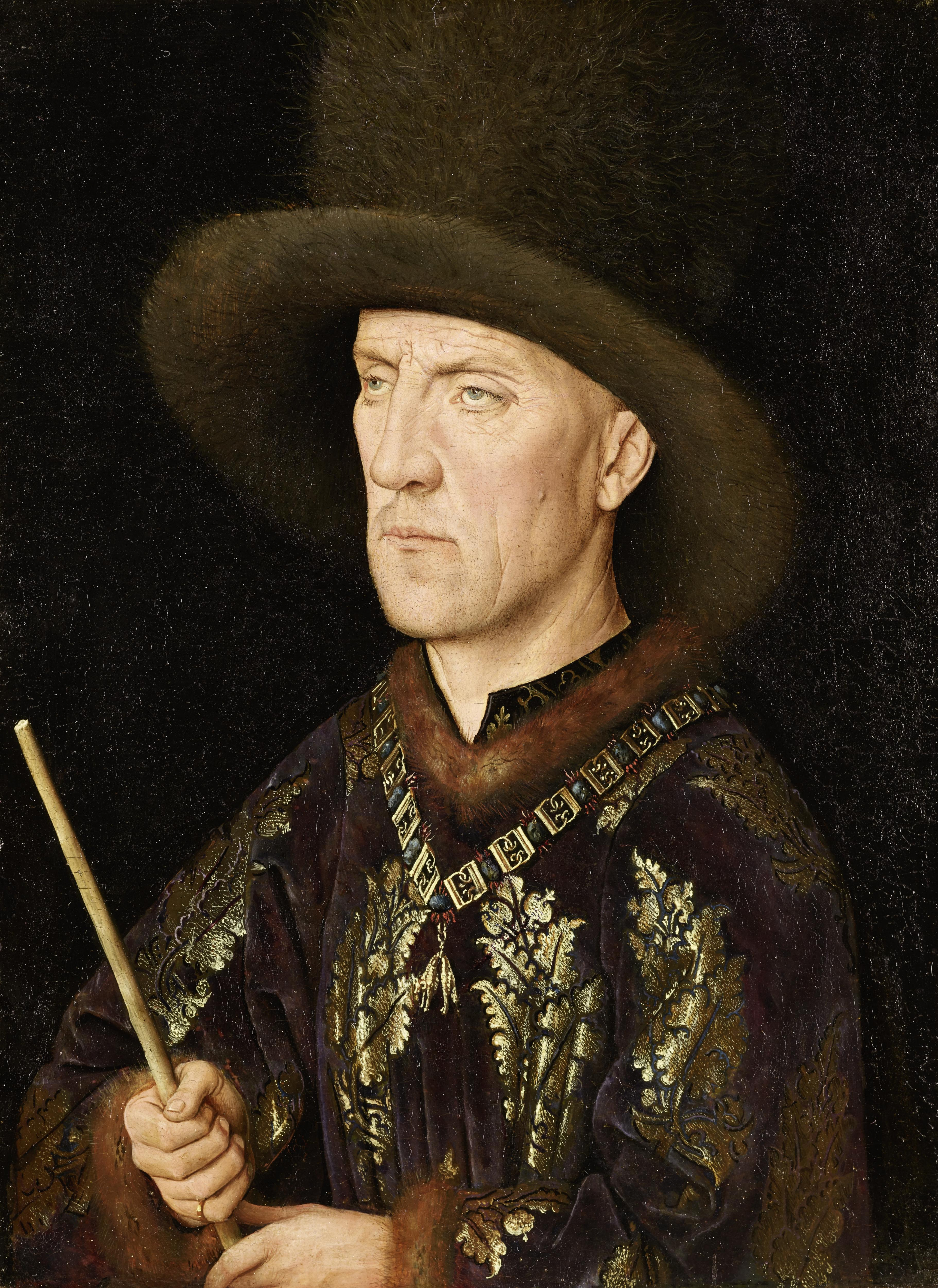
Balduin von Lannoy, Maler: Jan van Eyck

Baudouin de Lannoy (* 1388 in Hénin-Beaumont; † 1474 in Huppaye)  war  Botschafter von Philipp dem Guten bei Heinrich V. von England.

## Leben
Baudouin de Lannoy war der Stammvater des flämischen Adelsgeschlechts Lannoy. In erster Ehe war Bauduin VI de Hénin-Liétard mit Jacqueline de Lannoy verheiratet. Aus der Ehe mit Adrienne de Berlaymont gingen Philippine und Baudouin II. de Lannoy, Herr von Molembais hervor. Zu seinen Nachfahren werden Charles de Berlaymont und Claude de Berlaymont gezählt.
Baudouin de Lannoy wurde im November 1431 in den Orden vom Goldenen Vlies aufgenommen, zu dieser Gelegenheit wurde er von Jan van Eyck in einem lila Mantel mit Goldbrokat, welchen er 1427 von Philipp dem Guten erhalten hatte, porträtiert.
Baudouin de Lannoy war Ambassador to the Court of St James’s, als der "Bildberichterstatter" Jan van Eyck ebenfalls in London als Botschafter akkreditiert war.